# دمای سطح دریا

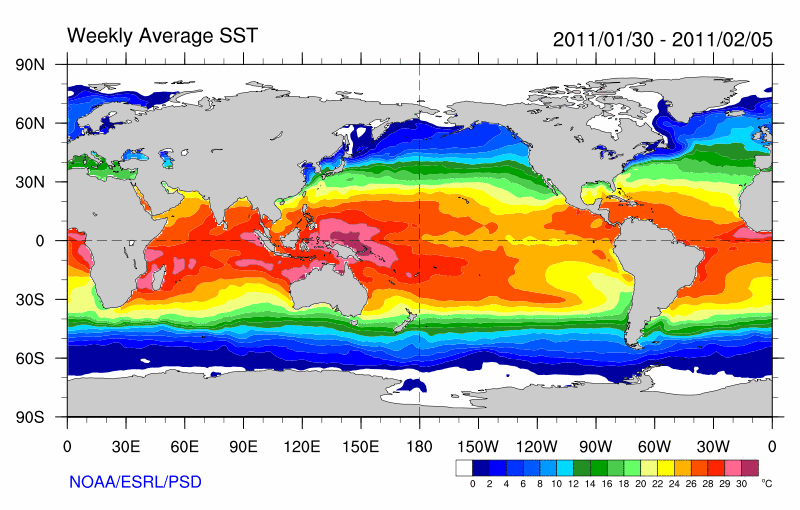
میانگین هفتگی دمای سطح دریا برای اقیانوس جهانی در خلال هفتهٔ نخست فوریهٔ ۲۰۱۱، به هنگام پدیدهٔ ال‌نینیو

دمای سطح دریا دمای آب نزدیک سطح اقیانوس است. معنای دقیق سطح بسته به شیوهٔ اندازه‌گیری متغیر است، ولی بین یک میلی‌متر و ۲۰ متر زیر سطح دریا می‌باشد. توده‌های هوای نزدیک سطح دریا در اتمسفر زمین به شدت تحت تأثیر دمای سطح دریا قرار دارند. دمای گرم سطح دریا پدیدآورندهٔ توفندهای مداری بر روی اقیانوس‌ها شناخته می‌شوند.